# Chodź tu
Chodź tu – trzeci solowy album Pauliny Przybysz, jako pierwszy firmowany pełnym imieniem i nazwiskiem artystki. Pierwszym singlem promującym płytę był utwór „Dzielne kobiety”.

## Lista utworów
1. Saliva
2. Papadamy (feat. Katarzyna Nosowska)
3. Buy Me A Song
4. Dzielne Kobiety
5. Drewno
6. Pirx
7. Kumoi
8. No Entrance
9. Chokin
10. System
11. Padawan
12. Owce